# Xiuhcanahualtzin
Xiuhcanahualtzin era princesa de Azcapotzalco y reina de Tlatelolco por matrimonio.

## Familia
Era hija de los reyes Tezozómoc y Tzihuacxochitzin y hermana del rey Cuacuauhpitzáhuac. Se casó con su sobrino Tlacatéotl, sucesor de su padre Cuacuauhpitzáhuac como rey de Tlatelolco. Tuvieron tres hijos; uno de ellos fue Itzquauhtzin. También era hermana del rey Maxtla.